# لورنس روزنتال
لورنس روزنتال (انگلیسی: Laurence Rosenthal؛ زادهٔ ۴ نوامبر ۱۹۲۶) یک آهنگساز اهل ایالات متحده آمریکا است. وی بین سال‌های ۱۹۵۵ تا ۲۰۰۲ میلادی فعالیت می‌کرد.
وی برنده جوایزی همچون جایزه امی در سال‌های ۱۹۶۶، ۱۹۸۶، ۱۹۸۷، ۱۹۸۸، ۱۹۹۴، ۱۹۹۵ و ۱۹۹۷ شده است.

## فیلم‌شناسی
- معجزه‌گر (۱۹۶۷)
- مرثیه برای یک سنگین وزن (۱۹۶۲)
- بکیت (۱۹۶۴)
- کمدین‌ها (۱۹۶۷)
- سه (۱۹۶۹)
- ملاقات با مردمان برجسته (۱۹۷۹)
- شهاب‌وار (۱۹۷۹)
- برخورد تایتان‌ها (۱۹۸۱)
- جواز قتل (۱۹۸۴)
- کاترین کبیر (۱۹۹۵)